# Patria (Schiff, 1938)

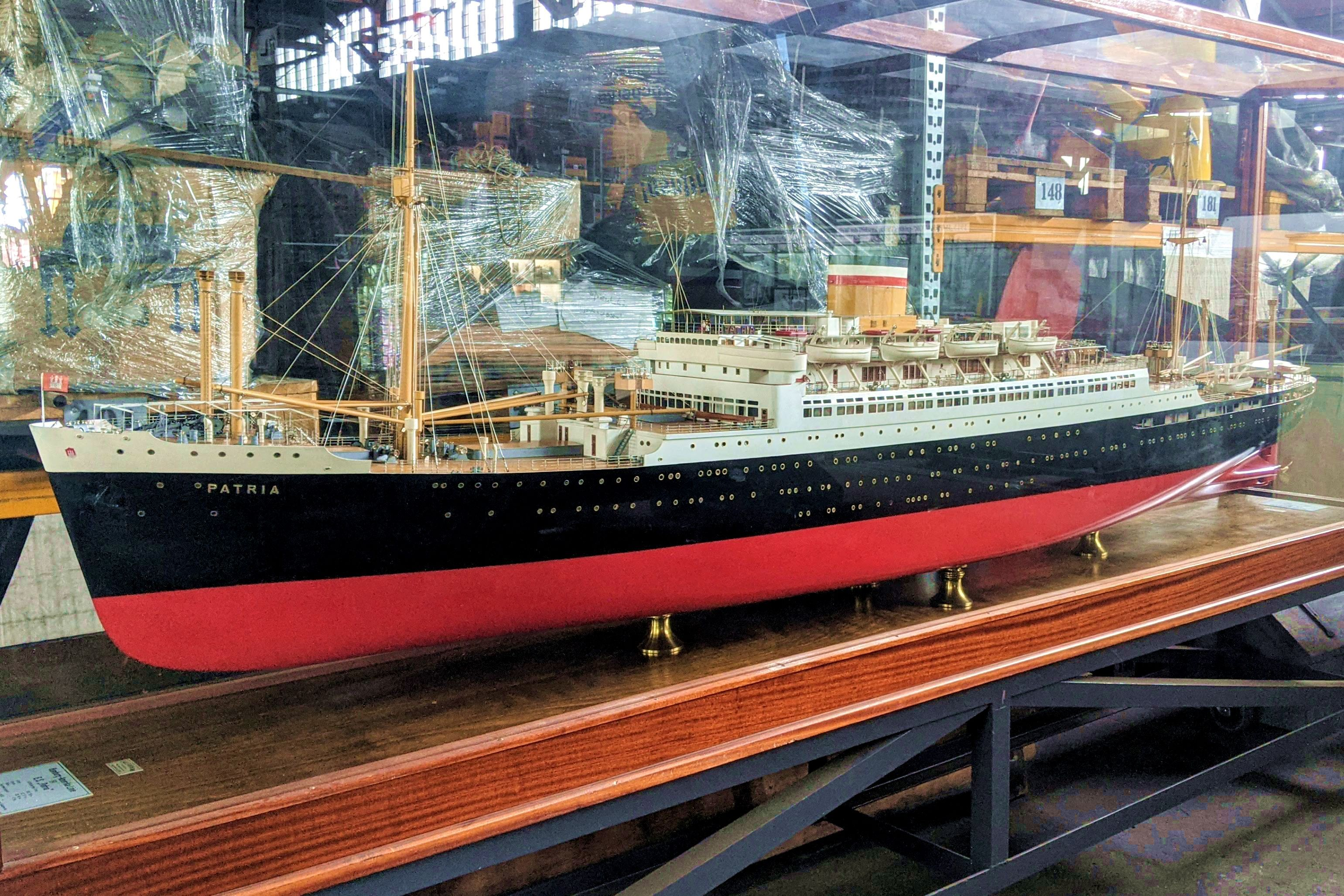
Modell der Patria im Deutschen Hafenmuseum Hamburg

Die Patria (lat. „Vaterland“) war das letzte große Passagierschiff, das für die HAPAG fertiggestellt wurde. Sie war ein Einzelschiff, hatte aber eine gewisse Ähnlichkeit mit den von zwei Dieselmotoren angetriebenen Caribia und Cordillera, die vier Jahre früher für den Mittelamerika-Dienst fertiggestellt wurden und deren Weiterentwicklung die Patria war. Gebaut wurde sie für den Dienst durch den Panamakanal zur südamerikanischen Westküste, den sie im August 1938 mit der ersten Reise bis nach Chile aufnahm.
Seit Januar 1941 diente die Patria als Wohnschiff der Kriegsmarine in Flensburg. Ab dem 13. Mai 1945 diente sie als Quartier der Alliierten Überwachungskommission für das Oberkommando der Wehrmacht und der Marine unter Leitung des US-Generalmajors Lowell W. Rooks. Auf ihr wurde am 23. Mai 1945 die international nicht anerkannte, sich selbst so titulierende „geschäftsführende Reichsregierung“ (Regierung Dönitz, der Nachfolger der Regierung Hitler) in Haft genommen.

## Neuerungen in der Ausstattung
Die Patria war mit vielen Neuerungen in der Schiffstechnik bestückt worden. Für den diesel-elektrischen Antrieb der Patria wurden auf dem Schiff zunächst sechs einfachwirkende Zweitakt-Dieselmotoren von je 3.000 PSe Leistung des Herstellers MAN installiert. Den Dampf aus sechs Abgaskesseln nutzte man zur Erzeugung von Frischwasser in einem Verdampfer (max. 50 bis 60 t/24h). Die durch die Verdampferanlage erzeugte Trinkwassermenge entsprach in etwa der Hälfte des Tagesbedarfs. Die Dieselmotoren waren direkt mit AEG-Drehstrom-Synchron-Generatoren für eine Spannung von 3.500 Volt und eine Leistung von 2.140 kW gekoppelt, von denen im Regelbetrieb je drei auf die zusammen 15.000 PSW leistenden beiden Hauptpropellermotoren der Steuerbord- und der Backbordwelle wirkten. Die Patria war das erste große Fahrgastschiff, dessen Bordnetz mit Wechselstrom betrieben wurde. Trotz des Vorteils einer im Falle von Störungen deutlich geringeren Feuergefahr hatte man im Schiffsbetrieb bis zu diesem Zeitpunkt Gleichstromanlagen bevorzugt.
Neben der für den damaligen Stand der Technik üblichen Ausrüstung – wie Funkpeiler, Kreiselkompass und Echolot –, besaß die Patria auch ein sogenanntes Staulog der Hamburgischen Schiffbau-Versuchsanstalt, das der Schiffsleitung und dem Maschinenfahrstand die aktuelle Geschwindigkeit anzeigte und in einem Zählwerk zugleich die zurückgelegte Gesamtdistanz festhielt.

## Nutzung bis 1945

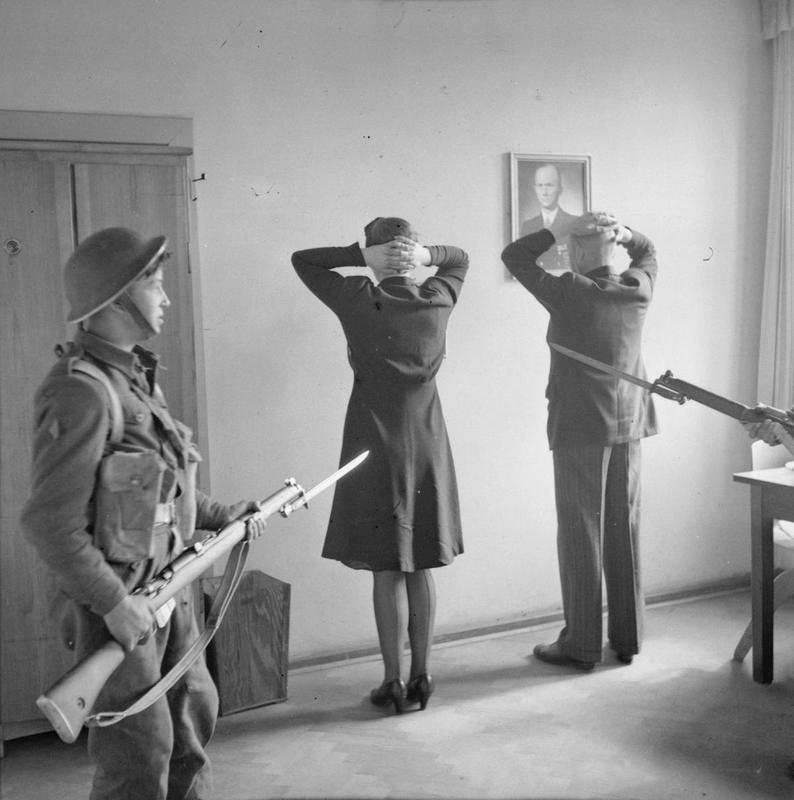
Die eigentliche Verhaftung der Regierung Dönitz fand am 23. Mai 1945 bei der Sportschule in Flensburg-Mürwik statt, wo sich der Sitz der provisorischen Regierung befand.

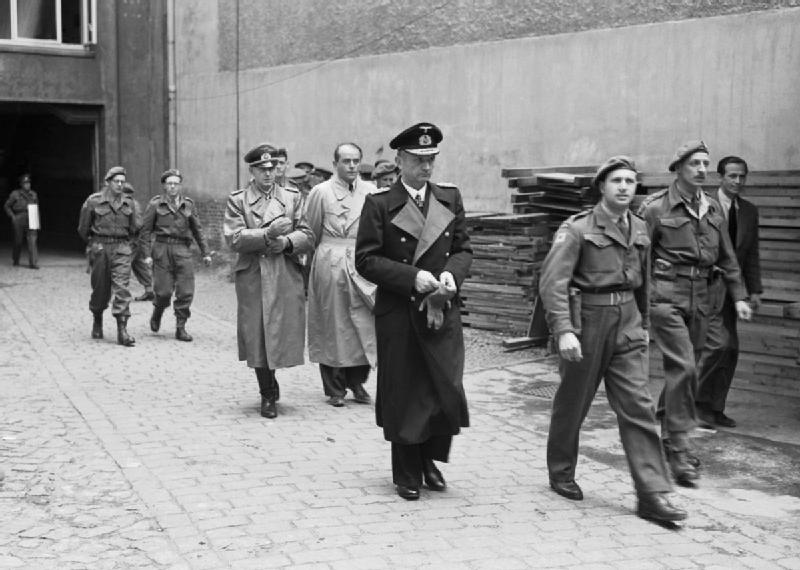
Die Vorführung von Dönitz, Speer und Jodl nach der Verhaftung vor der Weltpresse im Hof des Polizeipräsidiums in der Flensburger Innenstadt am 23. Mai 1945

Der Stapellauf erfolgte am 15. Januar 1938 auf der Deutschen Werft in Hamburg-Finkenwerder. Am 12. Juli trat die Patria ihre Probefahrten von Hamburg aus in Richtung Norwegen an. Die eigentliche Jungfernfahrt begann am 27. August und führte von Hamburg zur südamerikanischen Westküste.
1940 diente die Patria als Wohnschiff der Kriegsmarine in Stettin. 1941 wurde sie als Wohnschiff nach Mürwik verlegt, wo sie im Mai 1945 getarnt an der Blücherbrücke (vgl. Sonwik) lag. Vom 3. bis 12. Mai 1945 hatten hier Großadmiral Dönitz und einige der Minister der geschäftsführenden Reichsregierung Quartier bezogen.
Kurz nach der Kapitulation traf am 12. Mai in Flensburg die Alliierte Überwachungskommission für das Oberkommando der Wehrmacht und der Marine ein. Ihre Aufgabe war es, die loyale Durchführung der Kapitulationsbedingungen zu überwachen. Zunächst bestand sie nur aus Engländern und Amerikanern unter der Leitung von Generalmajor Lowell W. Rooks (USA) und Brigadegeneral Foord (Großbritannien). Hauptquartier der Kommission wurde die Patria. Dönitz musste die Patria räumen und bezog als Gast des Kommandeurs Wolfgang Lüth die Kommandeursvilla. Einen Tag später, in der Nacht vom 13. zum 14. Mai wurde der Kommandeur, durch einen deutschen Wachposten erschossen. Der Umgangston zwischen Siegern und Besiegten war höflich. Es entwickelte sich ein mehr oder weniger lebhafter Austausch zwischen der Kontrollkommission und Dönitz mitsamt seiner von den Alliierten nicht anerkannten geschäftsführenden Reichsregierung. Am 13. Mai 1945 hatte Generalmajor Rooks Dönitz zu einer Unterredung an Bord der Patria gebeten. Bei der Ankunft am Fallreep wurde Dönitz mit dem üblichen Zeremoniell empfangen. Dann unterrichtete Rooks ihn mit dem Ausdruck des Bedauerns, dass er den Befehl vorliegen habe, Generalfeldmarschall Keitel zu verhaften. Beim zweiten Gespräch mit Dönitz auf der Patria verlangte Robert Murphy, Eisenhowers politischer Berater, die Legitimation von Dönitz als Staatsoberhaupt. Diese vermochte Dönitz nicht vorzuweisen, da er vom politischen Testaments Hitlers nur durch einen Funkspruch Martin Bormanns unterrichtet worden war. Am 20. Mai lief ein sowjetisches Kriegsschiff in den Flensburger Hafen ein und ankerte neben der Patria. Am Mittwoch, 23. Mai 1945, wurden Dönitz, Jodl und Friedeburg für 9:45 Uhr auf die Patria beordert. Ohne Empfang am Fallreep, ohne die bei der Marine üblichen Ehrenbezeigungen, wurden sie in die zu einem Konferenzraum umgebaute Schiffsbar geleitet. Nach fünf Minuten erschienen Generalmajor Rooks, Brigadier Foord und Generalmajor Truskow und setzten sich ihnen gegenüber. Dann erhob sich Rooks und verlas ein Schreiben folgenden Wortlauts:

„Ich habe den Auftrag […] Ihnen mitzuteilen, dass der Oberbefehlshaber, General Eisenhower, in Übereinstimmung mit dem Sowjetischen Oberkommando, entschieden hat, dass die amtierende Regierung und das deutsche Oberkommando mit dem heutigen Tag mit seinen Mitgliedern als Kriegsgefangene in Haft genommen werden. Damit ist die amtierende deutsche Regierung aufgelöst.“

Dönitz schildert die Verhaftung wie folgt:

„Kein englischer Oberstleutnant, der mich unten empfing, kein präsentierender Posten. Dagegen waren eine Fülle von Pressephotographen erschienen. Oben auf der Patria nahmen Jodl, Friedeburg und ich an der einen Seite eines Tisches Platz; auf der anderen saßen Chefs der Kontrollkommission, in der Mitte der amerikanische Generalmajor Rooks, neben ihm der englische General Foord und der russische General Truskow. Im Gefühl der Unausweichlichkeit unseres Schicksals waren meine beiden Kameraden und ich völlig ruhig. General Rooks gab uns eine Erklärung bekannt, wonach er auf Befehl Eisenhowers mich, die deutsche Regierung und das Oberkommando der Wehrmacht zu verhaften habe. Wir hätten uns von jetzt ab als Kriegsgefangene zu betrachten. Er fragte mich, etwas unsicher, ob ich irgend etwas erwidern wollte. Ich entgegnete: ‚Es erübrigt sich jedes Wort’.“

Zeitgleich zu den Ereignissen auf der Patria rückten die britischen Truppen um 10.00 Uhr in den Sonderbereich Mürwik ein.
Nachdem General Rocks das Treffen mit Dönitz und dessen Kommandeuren beendet hatte, verließ Dönitz das Schiff und ließ sich danach von seinem Fahrer zur Kommandeursvilla fahren, um seine zuvor schon gepackten Sachen zu holen. Die britischen Begleitoffiziere hatten Mühe ihm zu folgen. Der Reporter Joseph C. Harsch, ein Zeitzeuge der damaligen Ereignisse, berichtete von der anschließenden „Festnahme“ von Dönitz bei dessen Wohnquartier beim Mürwiker Hospital. Die Regierung Dönitz wurde zeitgleich bei der Marinesportschule in Flensburg-Mürwik, wo sich der Sitz der provisorischen Regierung befand, festgenommen, unter ihnen Jodl, der sich von der Patria zum Kofferpacken zu seinem Quartier in der Sportschule begeben hatte. Hans-Georg von Friedeburg begab sich im Gegensatz zu Dönitz und Jodl nicht in Kriegsgefangenschaft. Er nahm sich an diesem Tag, nachdem er in sein Quartier in der Kaserne Meierwik zurückgekehrt war, das Leben.

## Nutzung nach 1945
Am 1. Juli 1945 wurde das Schiff von den Briten übernommen und in Belfast bei Harland & Wolff zum Truppentransporter umgebaut. Das Schiff wurde vom Ministry of War Transport als Empire Welland in Dienst gestellt und für den operativen Betrieb der Reederei Furness, Withy & Co. übergeben. Als Truppentransporter führte sie zwei Fahrten durch: Im November 1945 brachte sie belgische Truppen von Belfast nach Liverpool, im Dezember Soldaten und Zivilisten von Oslo nach Großbritannien.
Im Februar 1946 kam das Schiff als Rossiya (dt.: Russland) für die sowjetische Staatsreederei Black Sea Shipping Company (Chernomorskoye Morskoye Parokhodstvo, BLASCO) in Fahrt. Neuer Heimathafen des Schiffes wurde Odessa. Im Mai 1946 erfolgte die erste Fahrt auf der Route zwischen Liverpool und New York, am 6. Februar 1947 dann zunächst zwischen Batumi und New York, anschließend zwischen Odessa und New York. Ab 1948 verkehrte sie im Liniendienst zwischen Odessa und Batumi sowie für Kreuzfahrten auf dem Schwarzen Meer. Das Schiff war kurzzeitig in der sowjetischen Komödie „Der Diamantarm“ von 1969 zu sehen; mit dem fiktiven Namen „Mikhail Svetlov“ (nach dem Dichter) ist beim Verlassen des Hafens auf dem Rumpf zu sehen. In den letzten Jahren setzte die Reederei die Rossiya auch für Fahrten zwischen Odessa und Havanna ein. 1985 wurde die Rossiya außer Dienst gestellt. Für die Fahrt zur Abwrackwerft im japanischen Etajima erhielt es den Namen Aniva. Die Verschrottung des Schiffes durch das Unternehmen Furusawa Kozai begann am 21. Februar 1986.